# Bruck Jakab
Bruck Jakab (Pápa, 1845. október 20. – Budapest, 1902. február 12.) orvos. Bruck Lajos, Bruck Miksa és Bruck Hermina festőművészek bátyja.

## Élete
Bruck Mór (1816–1903) és Bonyhárd Jozefa elsőszülött gyermeke. Elemi és középiskoláit Pesten végezte. 1870-ben avatták orvosdoktorrá a Pesti Királyi Tudományegyetemen. 1870 és 1874 között a Szent Rókus Kórház segédorvosa volt, majd Fleischer József mellett dolgozott, s később Budapesten lett gyakorló orvos. 1875-től a budai Erzsébet Sósfürdő orvosa lett. A  medizinisch-chirurgische Presse belső munkatársa, a szülészeti és ginekológiai rovat vezetője, s végül 1881-ben társszerkesztője volt. 1885-ben az Országos Közegészségi Tanács rendkívüli tagjává választották. 1858-tól jelentek meg cikkei orvosi szaklapokban. A balneológia egyik korai hazai művelője volt és aktívan részt vett a Balneológiai Egyesület megalapításában. A magyar szerzők közül elsőként foglalkozott Semmelweis tanainak jelentőségével, s erről írt könyve sok tekintetben még jelenleg is forrásmunka.

## Magánélete
Házastársa Neuschlosz Rozália volt, Neuschlosz Simon gyáros és Hirschler Jozefa lánya, akit 1882. március 19-én Budapesten vett nőül. Felesége a Neuschloss család tagja volt.
Gyermekei Bruck Jolán (1882–1940) és Bruck Dezső (1886–?) voltak.

## Főbb művei
- Erzsébet-sósfürdő és keserű forrásai (magyar és németül, Budapest, 1877)
- Kurorte und Heilquellen Ungarns (Budapest, 1883)
- Semmelweis Ignác Fülöp (magyarul és németül, Budapest, 1885)